# Ishockeyklubba

Till vänster: Ishockeyklubba för utespelare. Till höger: målvaktsklubba

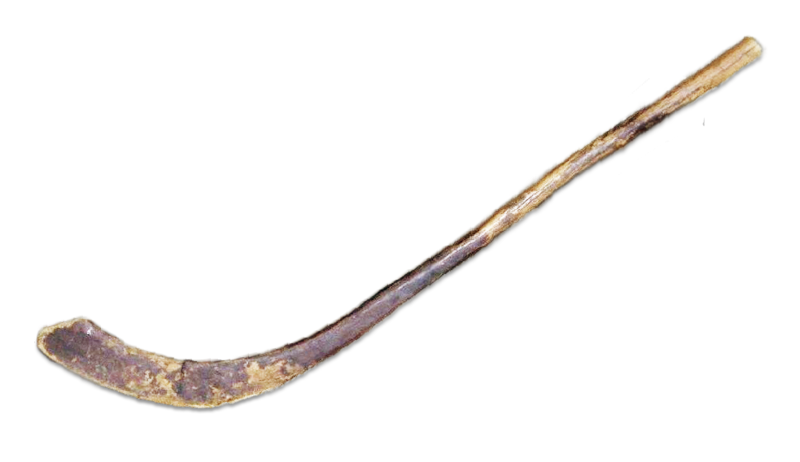
Klubba som tillhört William Moffatt, tillverkad någon gång mellan 1835 och 1838 av sockerlönn

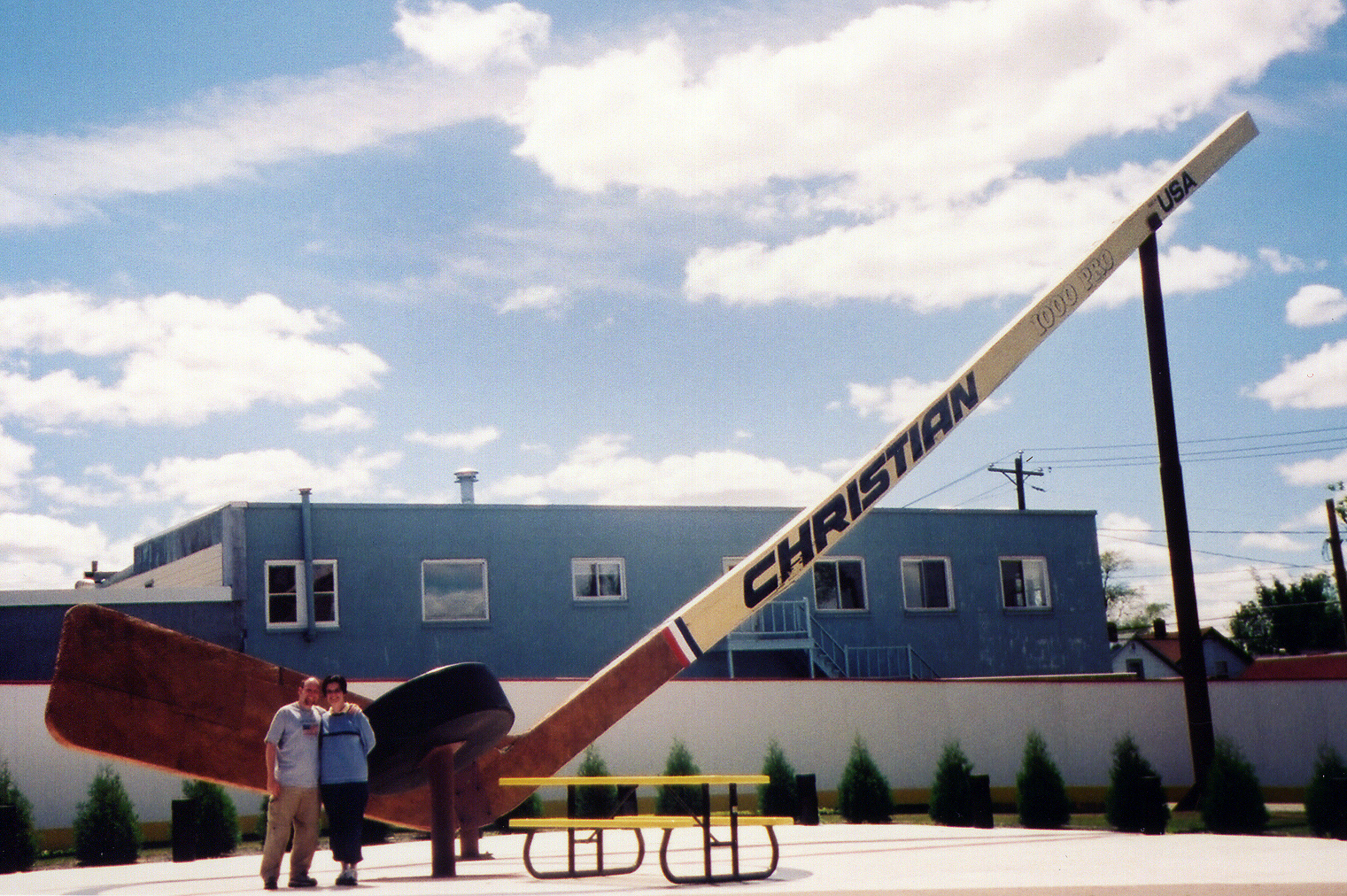
I Evenleth finns världens största ishockeyklubba, ca 32 meter lång.

Ishockeyklubba eller bara hockeyklubba är ett sportredskap i form av en markbunden klubba som används i ishockey för att föra pucken över isen. Ishockeyklubbor kan tillverkas i flera olika material och omgärdas av ett flertal olika regler för att vara godkända för spel. Målvakternas klubbor skiljer sig från utespelarnas och klubban har även förändrats under ishockeyns historia. 
Ishockeyklubbans utveckling har revolutionerat sporten ishockey. Ända sedan olika träslag användes vid tillverkning av hockeyklubban till kompositklubbans intåg på mitten av 90-talet, har ishockeyklubborna förändrats flera gånger om i stor grad. Det böjda bladets succé, olika vinklar och grepp samt klubbans flexibilitets genombrott är endast ett fåtal av de viktiga förändringarna som har förbättrat spelarnas prestationer ute på isen. Klubbans längd och tejpning spelar också en stor roll hos hockeyspelarna, där båda dessa är väldigt individuella och skiljer sig mycket åt beroende på vilken spelare det handlar om. Bauer och CCM är två av de största leverantörerna av ishockeyklubbor idag, med delar av deras verksamheter i Kina. Tillverkningen av ishockeyklubbor går framåt med nya idéer och produkter som ska förbättra ishockeyklubban ytterligare. Nya strukturer, former och material men även andra justeringar gällande klubban öppnar upp för framtida tillverkning av hållbarare samt innovativa klubbor som gynnar spelarna och utvecklar sporten.    

## Historia

### Träklubba
Den allra första kända ishockeyklubban beräknas ha använts under 1800-talets mitt. Den ska ha varit tillverkad i materialet avenbok. Under andra halvan av 1800-talet, var de första kommersiella klubborna tillverkade främst i Nova Scotia, Kanada. Genom att använda sig av starkt trä från avenbok kunde man skapa redskap liknande dagens landhockeyklubba. En av nackdelarna med att använda sig av avenbok var att klubborna blev för tunga. Detta ledde till att man senare övergick till att göra ishockeyklubborna av ask istället. Det nya materialet blev mer vanligt förekommande, framförallt på grund av hållbarheten den medförde på klubborna. Trots förändringen gällande klubbans material, var den fortfarande tung vilket var problematiskt. Under 1920-talet var ishockeyklubborna formade med raka blad, som sattes ihop med klubban via lim. Det fanns en risk med de tidigt tillverkade klubborna, vilken var att limmet tappade grepp i kallt väder. Trots det, etablerade sig tillverkare av ishockeyklubban i både Ontario och Quebec. Förbrukningen av träklubbor var hög under första halvan av 1900-talet, vilket gjorde att tåligheten på klubborna försämrades. Många spelare kunde spela med en klubba som var trasig under en längre tid. Detta berodde på att det var svårt att upptäcka när den gick sönder, då den till skillnad från modernare klubbor inte gick rakt av eller bröts utan blev istället svampig samtidigt som träkärnan riskerade att vridas.

### Glasfiber och aluminium

NHL-ligan införde begränsningar när det gällde böjda klubblad.

Under 1900-talet revolutionerades ishockeyklubban. År 1927 användes den första böjda ishockeyklubban någonsin av NHL-spelaren Cy Denneny i Ottawa Senators. Trots detta fortsatte de flesta spelarna med raka blad och det böjda klubbladet blev inte riktigt känt förrän på 1960-tal. Det var under 1950-talet som man introducerade glasfiber i klubbornas blad. Materialet blev populärt eftersom klubborna inte bara blev billigare men också tåligare och lättare. Detta banade väg för tillverkningen av nya starka, lätta klubbor med högre hållbarhet. Ishockeyklubban utvecklades under 60-talet efter att det böjda skaftet uppkommit som en av de viktigaste förändringarna. Den dåvarande NHL-spelaren, Stan Mikita, i Chicago Blackhawks hade av misstag revolutionerat spelet, efter att han valt att fortsätta spela med ett klubblad som böjt sig. Det finns olika historier om hur bladet hade fått sin böjning, men det som Mikita upptäckte var att han fick bättre snärt på sina skott och att pucken skruvades på ett sätt som gjorde det svårare för målvakterna att fånga pucken. Många spelare började se fördelarna med det böjda skaftet på ishockeyklubborna. Detta ledde i sin tur till att fler och fler spelare valde att byta till böjda klubblad. Populariteten kring denna nya transformation tvingade NHL-ligan att införa regler som begränsade klubbans böjning. I takt med den snabba utvecklingen försökte man hitta ett ännu bättre och lättare material för klubborna, vilket resulterade i att man under 1980-talet tillverkade klubbor i aluminium. År 1981 blev dessa klubbor godkända för bruk i NHL. En stor fördel med aluminiumklubborna var att man hade möjlighet att byta ut bladet på de klubbor som gick sönder. Detta ledde till att man därmed inte behövde köpa nya klubbor lika ofta.

### Kolfiber och komposit
På 1990-talet förändrades materialet i klubborna ytterligare, då kolfiber var det moderna. Dessa klubbor var dyra och lätta, och gav spelarna själva möjlighet att unikt välja den flexibilitet och vinkel på klubban som passade de bäst. Fem år senare kom kompositklubbor. Materialet komposit bidrog till klubbornas flexibilitet, och var den lättaste typen av alla tidigare material. Kompositklubborna blev populära och materialet förblev därför det mest vanliga inom tillverkningen av modernare ishockeyklubbor.

## 2000-talet och framåt

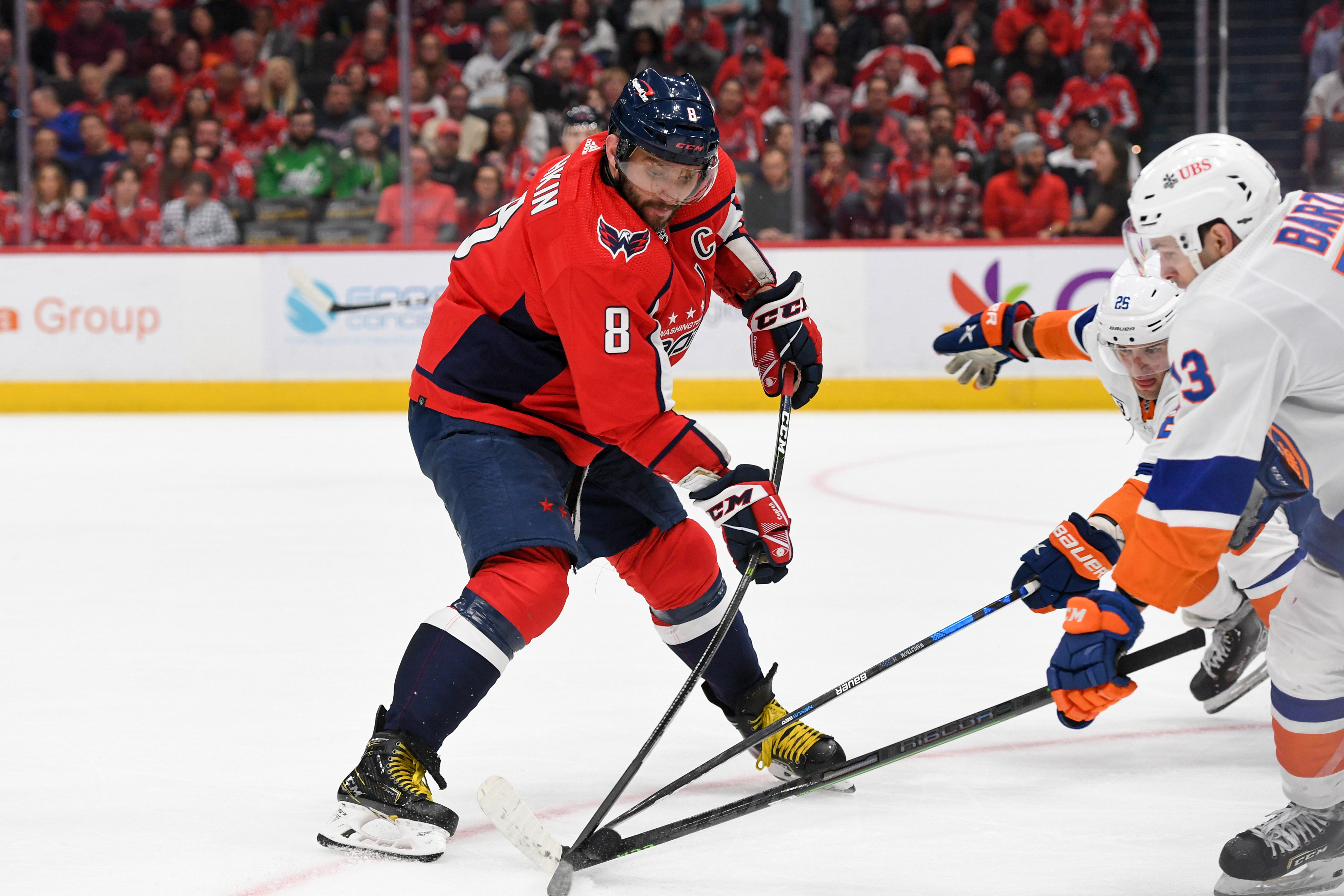
Washington Capitals storstjärna Alexandr Ovetjkin försöker få till ett skott. Han använder klubbans flex (styvhet) för att skapa en pilbåge-effekt och få till ett så kraftfullt skott som möjligt.

Runt millennieskiftet kom kompositklubban att dominera hockeyn. Kompositklubbans intåg blev en succé då många storstjärnor valde att spela med den typen av klubba. Detta ledde till att många ungdomar tog efter deras idoler och började också spela med kompositklubbor. Det dyra priset för klubban var ett mindre bekymmer, då klubban blev ett måste hos de flesta hockeyspelarna. Konsumtionen av kompositklubban ökade i takt med det stora intresset. En nackdel med kompositklubborna var att de gick av ganska fort i början. Dessutom går det inte att fortsätta spela med klubban när den väl gått sönder då den till skillnad från träklubban faller isär så fort den bryts. Trots det var kolfiber och kompositmaterial kvar för att stanna. Vid år 2004 spelade ungefär 90 procent av ishockeyspelarna med klubbor i komposit och kring 2012 dominerade kompositklubban den professionella ishockeyn världen över. Klubban bidrog till ett hårdare skott, mer preciserade passningar och att det blev enklare att utföra dragningar tack vare klubbans lätthet. Med hjälp av klubbor tillverkade i kolfiberkomposit kunde spelaren vid skottögonblicket använda klubbans flex på ett sätt som inte gått tidigare. Genom att flexa klubban kunde man få ut prestanda ur den, och därmed skapa en så kallad "pilbåge-effekt" som bidrog till ett mer kraftfullt skott. Förutom flexen på klubborna finns det därtill två olika grepp som spelarna kan välja mellan.
Ishockeyklubborna har förändrats mycket över tid, vilket gör det svårt att jämföra de senaste tillverkade klubborna med de allra äldsta. Främst beror detta på att klubborna är av olika material, väger olika och bladen ser annorlunda ut. Trots att kolfiber och kompositen är de vanligaste material som idag används för tillverkningen av ishockeyklubbor, arbetar man för att utveckla teknologier för en hållbar konstruktion. Dessutom försöker man återanvända klubbans kompositmaterial efter att den gått sönder och slängts, då allt kompositmaterial inte går att bryta ned. Nya innovationer och material testas för att förändra ishockeyklubborna ytterligare, och göra de tåligare samtidigt som de behåller sin lätta vikt. De moderna kompositklubborna har bidragit till en förändrad bild av ishockeyn där spelarnas skicklighet kommer till uttryck mer än någonsin tidigare.

## Tillverkare

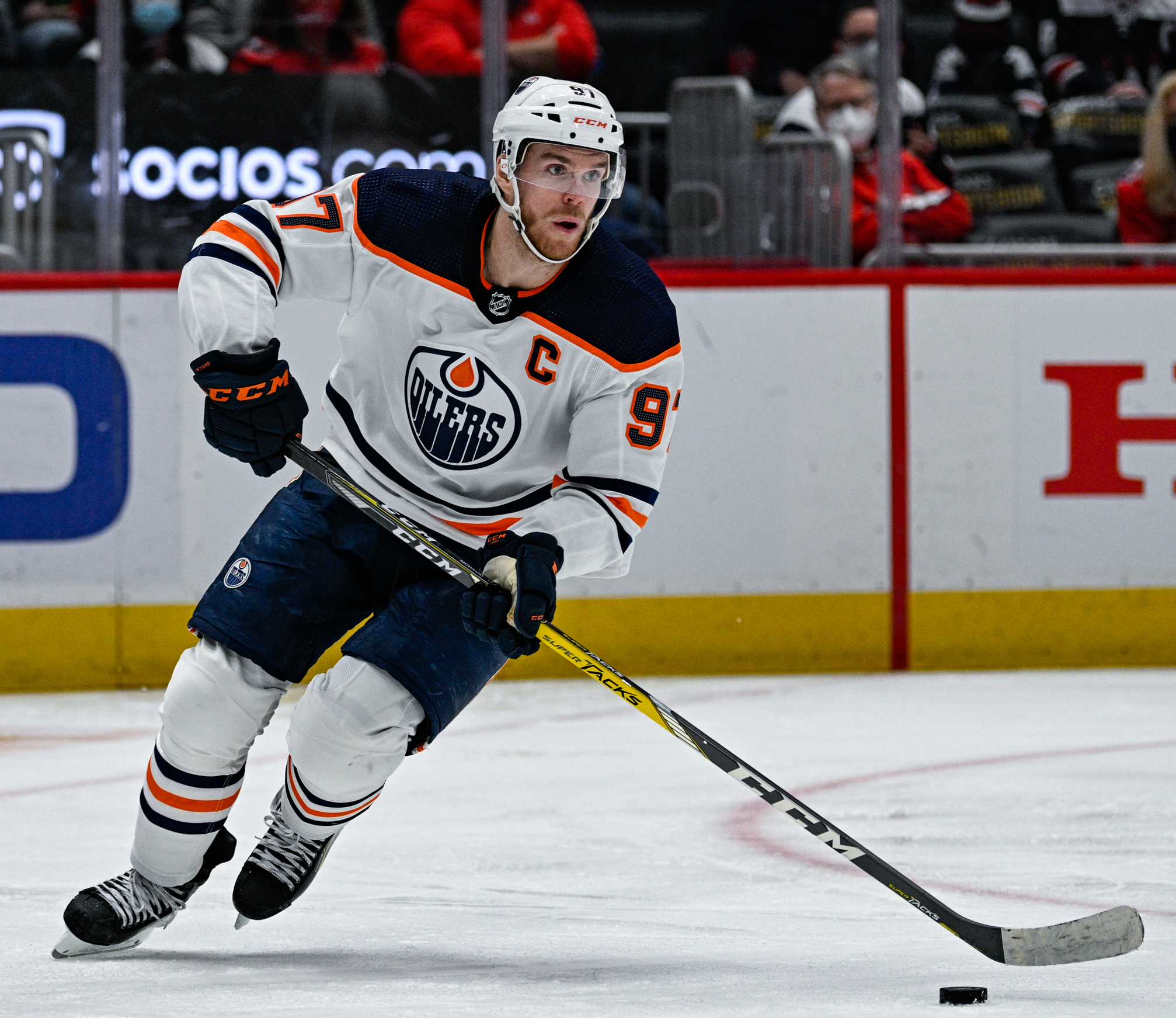
Edmonton Oilers Connor McDavid, klassad som NHL:s bäste spelare använder en CCM-klubba.

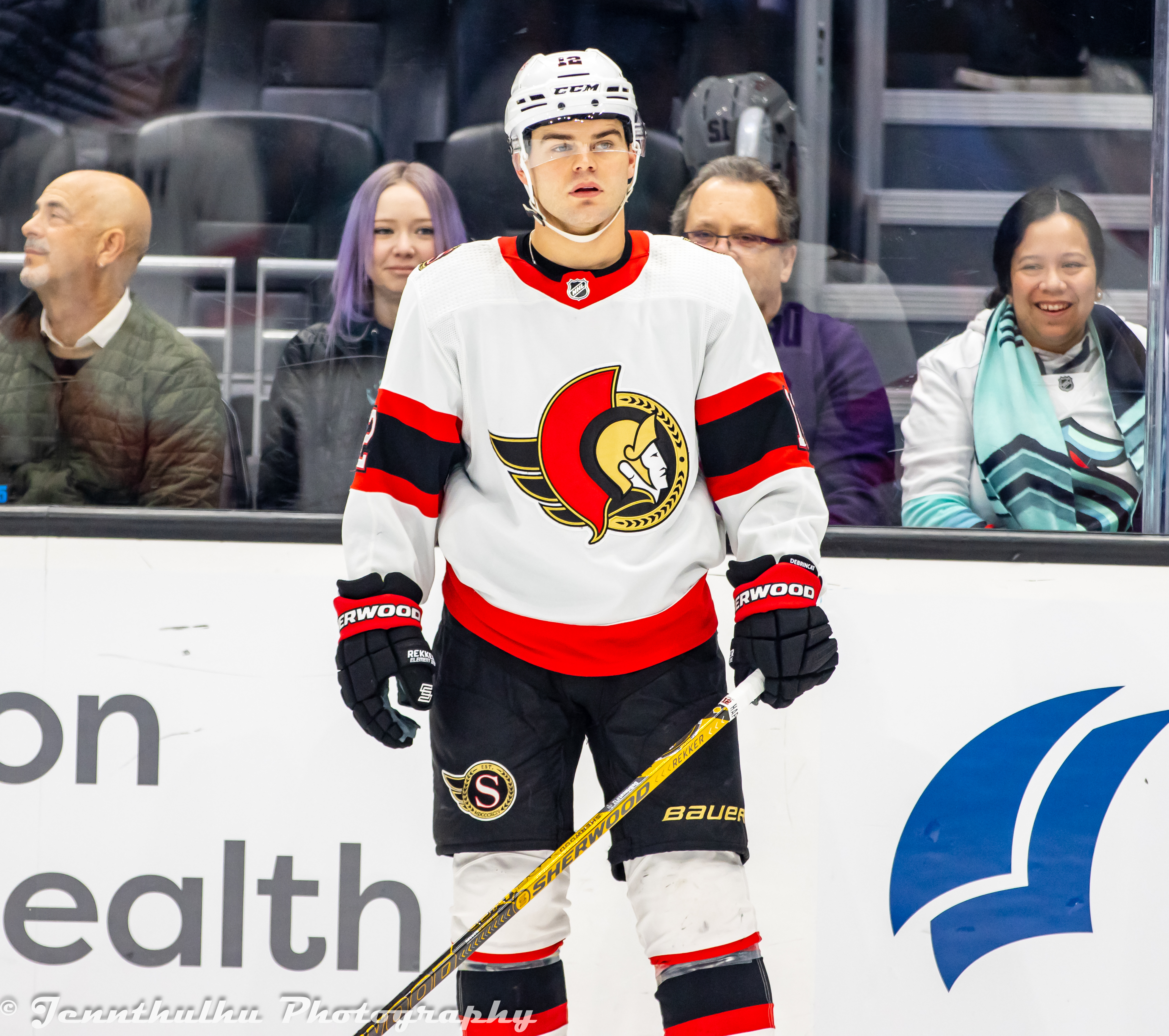
Sherwood har övergått mer till tillverkning av kompositklubbor. Alex Debrincat syns spela med en sådan klubba här.

Under 1900-talet då träklubban användes som mest fanns de flesta tillverkarna av klubborna i Kanada. Med tiden har det blivit alltmer vanligare att flytta verksamheter till utvecklingsländer. Sherwood är ett av de fåtal tillverkare som själva tillverkade träklubbor i Kanada. Sedan 2007 flyttade Sherwood sin produktion till förmån för tillverkning av kompositklubbor istället. En annan stor tillverkare av klubbor framförallt innan 2000-talet, var Easton, som senare blev uppköpt av Bauer. Deras aluminiumklubbor blev alltmer förekommande, mycket på grund av att NHL:s störste stjärna Wayne Gretzky använde en sådan. År 2001 presenterades Easton Synergy, en klubba vars skaft och blad satt ihop, vilket fick flera andra klubbleverantörer att slopa den två-delade hockeyklubban. Allt modernare ishockeyklubbor gjorda av komposit tillverkas i bland annat Kina, då många företag väljer att flytta sin produktion av ekonomiska skäl. De två största företagen CCM och Bauer är exempel på tillverkare som har sin produktion av ishockeyklubbor i Kina.
Varje år tillverkas ungefär 3 miljoner kompositklubbor, varav 2 miljoner av dessa säljs i Nordamerika. Nästan lika många ishockeyklubbor som tillverkas går också sönder eller slängs bort. Dessutom spenderar varje professionell organisation oftast mer än 1 miljon kronor på ishockeyklubbor varje säsong.
Trots att nya klubbor tillverkas hela tiden var NHL säsongen 2019/20 hotad på grund av brist på ishockeyklubbor. Detta hade att göra med det rådande coronaviruset i Kina som satte stopp för tillverkningen av ishockeyklubbor som skulle levereras till USA och Kanada då fabrikerna var tvungna att hållas stängda ett tag.

## Hockeyklubbans längd
Längden på ishockeyklubban varierar bland alla spelare beroende på kroppslängd, den position spelaren har samt vilken typ av spelstil spelaren föredrar. Det vanligaste riktmärket när man skaffar en ishockeyklubba brukar vara att den ska räcka till näsan när spelaren har skridskor på sig, eller att den ska vara ungefär 80 procent av spelarens totala längd.

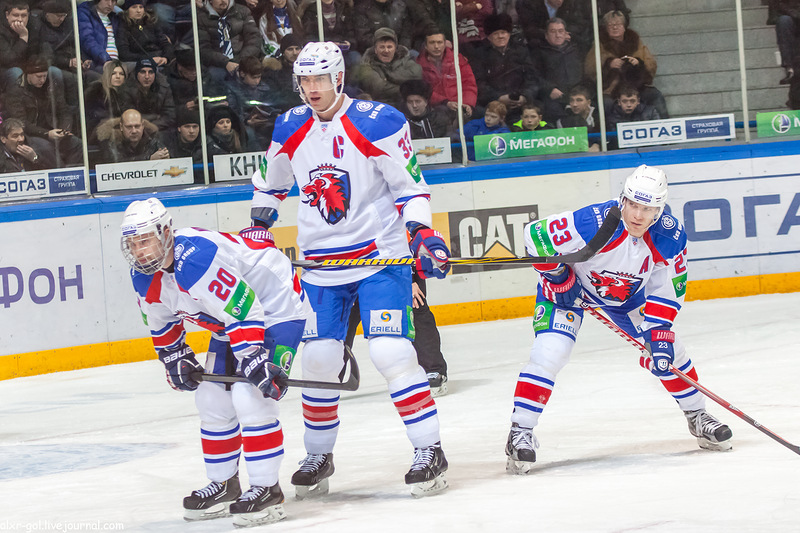
Klubbans längd har att göra med spelarens längd och position bland annat. Längst till vänster står centern/forwarden Petr Vrána som är 177 cm lång och bakom honom står backen Zdeno Chara som är 208 cm lång. Deras klubbor skiljer sig längdmässigt samt även pga att de spelar på olika positioner.

Ishockeyklubbans längd bestäms inte bara utifrån ens kroppslängd utan även utifrån vilken position spelaren har. Backarnas klubbor är vanligtvis längre än de klubbor som forwards använder sig av. Detta har att göra med att spelarnas klubbor används för olika syften på isen. En spelare som har positionen back föredrar generellt sett en lång klubba för räckvidden den medför. Denna räckvidd underlättar försvarsarbetet då det blir lättare att exempelvis stöta bort pucken från motståndarforwards. Dessutom kan en längre klubba bidra med en ökad hävstångseffekt som kan göra skotten hårdare. De flesta forwards spelar hellre med en kortare ishockeyklubba, bland annat då kortare klubbor gör det enklare att kontrollera pucken vid dribblingar.
Spelarnas spelstil är olika och därför anpassas klubblängden till spelarens önskemål. När flexen i kompositklubborna gick att justera, började fler spelare att experimentera vilken styvhet i klubban som passade de bäst. Därför brukar många spelare idag både kapa sin klubba eller förlänga den, beroende på hur de vill ha klubban. Ju kortare klubban blir desto styvare skaft får den.

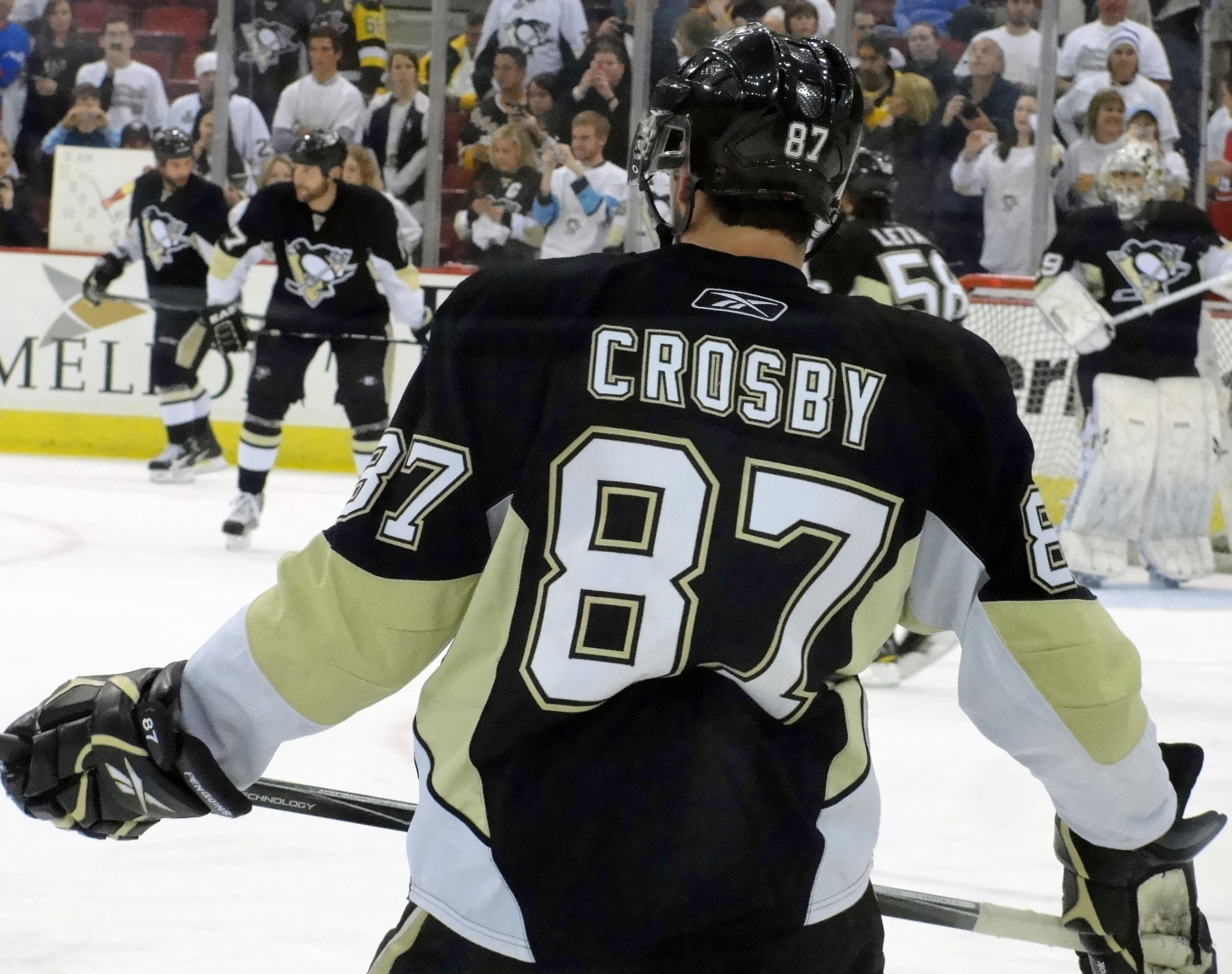
Sidney Crosby i Pittsburgh Penguins föredrar en relativt hög flex på sin klubba. Klubban blir därmed hårdare.

Lista över några av NHL-spelarnas flex på deras klubbor: 
- Connor McDavid - 85 flex
- Leon Draisaitl - 100 flex
- Sidney Crosby - 100 flex
- Auston Matthews - 80 flex
- Nathan MacKinnon - 95 flex
- Jack Eichel - 95 flex
- Mark Scheifele - 100 flex
- Jared McCann - 102 flex
- Victor Hedman - 122 flex

## Regler
I Svenska Ishockeyförbundets regelbok föreskrivs att klubban ska vara av godkänt material, vara jämn utan beslag o.dl., bara ha en böjning och ett blad. Skaftet ska vara rakt och ha ett skydd i toppen. En utespelare får inte spela med målvaktsklubba, inte heller med mer än en klubba eller med en motståndares klubba. Som längst får en klubba vara 163 cm (undantag kan ges för spelare som är längre än 2 m) och bredden får inte överstiga 3 cm. Klubbans blad får högst vara 32 cm långt och ska vara 5 till 7,63 cm högt. Man får inte spela med en trasig klubba.
Ett antal spelregler omfattar hur klubban får användas:
- Butt-ending - spetsning med klubbskaftet
- Crosschecking - tackling med klubba
- Highsticking - spel med hög klubba
- Holding the stick - fasthållning av klubba
- Hooking - hakning
- Slashing - slag med klubban
- Spearing - spetsning med klubbladet
- Throwing a stick or object – Kasta en klubba eller ett föremål
- Tripping - fällning[15]

## Tejpning av ishockeyklubban
Majoriteten av alla hockeyspelare i världen tejpar sina klubbar med tygtejp. Detta har att göra med att den är slitstark. Tejpen används till både klubbans knopp och till bladet. Svenska ishockeyförbundets regler säger att självhäftande tejp av valfri färg får lindas runt klubban på valfri plats i syfte att förbättra greppet och puckkontrollen. Genom att linda tejpen runt bladet får spelarens klubba bättre kontakt med pucken. Tygtejpen finns i två olika bredder, där den bredare typen används mest för bladet. Grepptejp är den andra produkten som används när ishockeyspelare tejpar sina klubbor. Denna tejp används endast för att linda runt knoppen, då dess syfte är att öka greppet kring den delen av klubban.

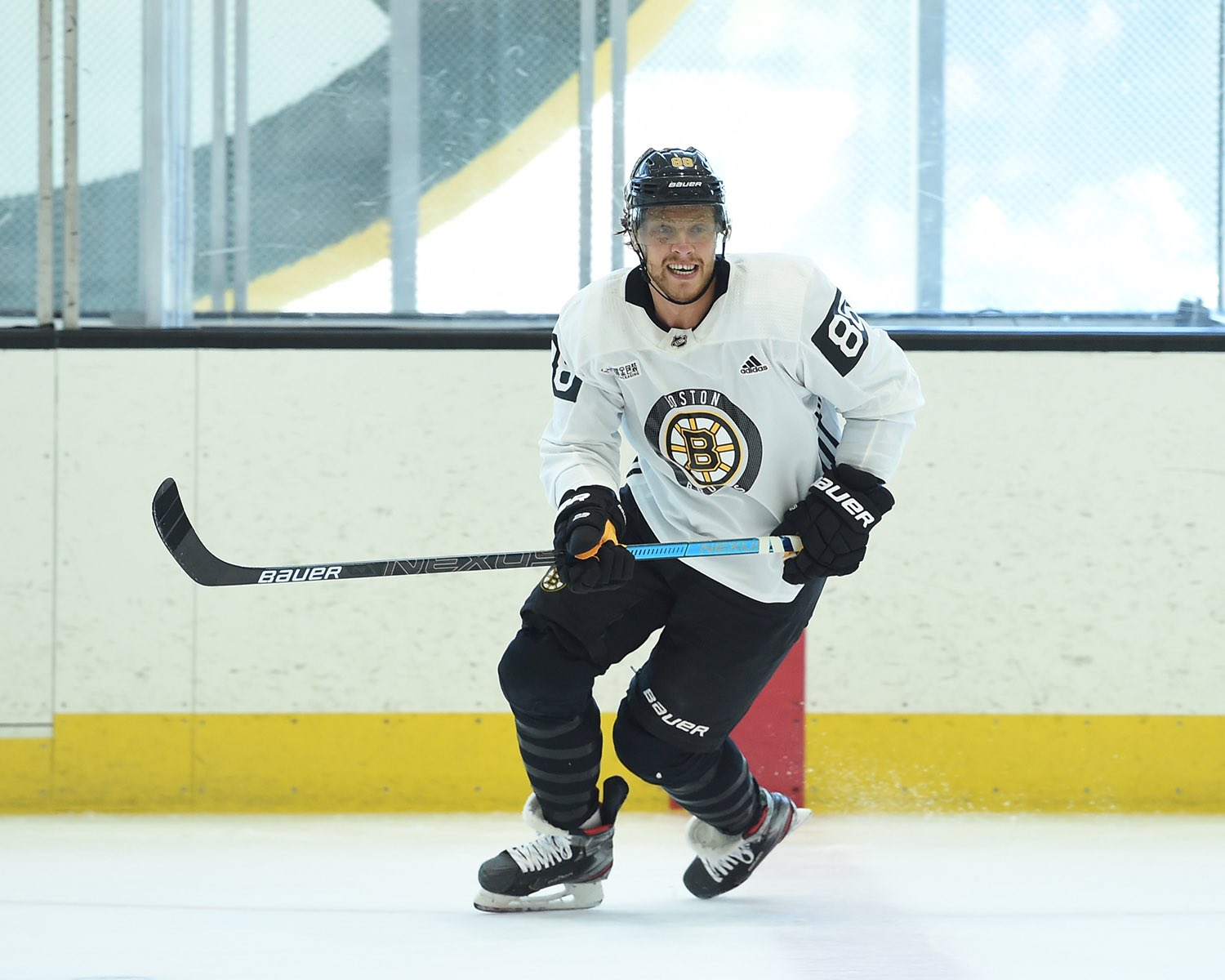
Boston Bruins poängstarke forward David Pastrnak har fått stor uppmärksamhet på grund av sin klubbtejpning. Han har lindat bladet med svart tygtejp tre varv. Många NHL-spelare har röstat fram hans tejpning som en av de sämsta i hela ligan.

Många spelare tejpar sina klubbor på olika sätt, då det inte finns ett speciellt sätt för hur det måste se ut. Den mest normala standardtejpningen är att tejpa bladet från bladets häl till tå eller tvärtom, så länge tejpen täcker stora delar eller hela bladets yta. Vanligtvis tejpas klubbor med vit eller svart tejp. Det finns några NHL-spelares tejpningar som fått stor uppmärksamhet då deras tejpningar är helt unika, vissa blandar både svart och vit tejp medan andra använder minimalt med tejp på klubban.
NHL-ligan har visat sitt stöd för Priderörelsen ända sedan 2013 då de ingick i samarbete med en förespråkarorganisation som jobbar mot homofobi inom idrotten. 2016 visades stödet ytterligare genom samarbetet med Pride Tape, som innebar att spelarna kunde spela med en regnbågsfärgad tejp på sina klubbor under en match. I oktober 2023 blev det förbjudet att använda sig av regnbågstejpningen då ligans kommissionär Gary Bettman meddelade att det blivit en distraktion från spelet.

## Nya idéer och förändringar
Med hjälp av nya idéer har ishockeyklubban inte bara massproducerats under årens lopp utan dess struktur har också förändrats. Det kanadensiska företaget Bauer introducerade första ishockeyklubban tillverkad med ett designat hål i bladet år 2020. Den väger 375 gram och syftet med konstruktionen är att bladet ska likna en slangbella, vilket ska resultera i att spelaren ska kunna skjuta hårdare utan att behöva anstränga sig lika mycket. Denna typ av klubba används endast av ett fåtal NHL-spelare, däribland Boston Bruins forwarden Jake Debrusk.

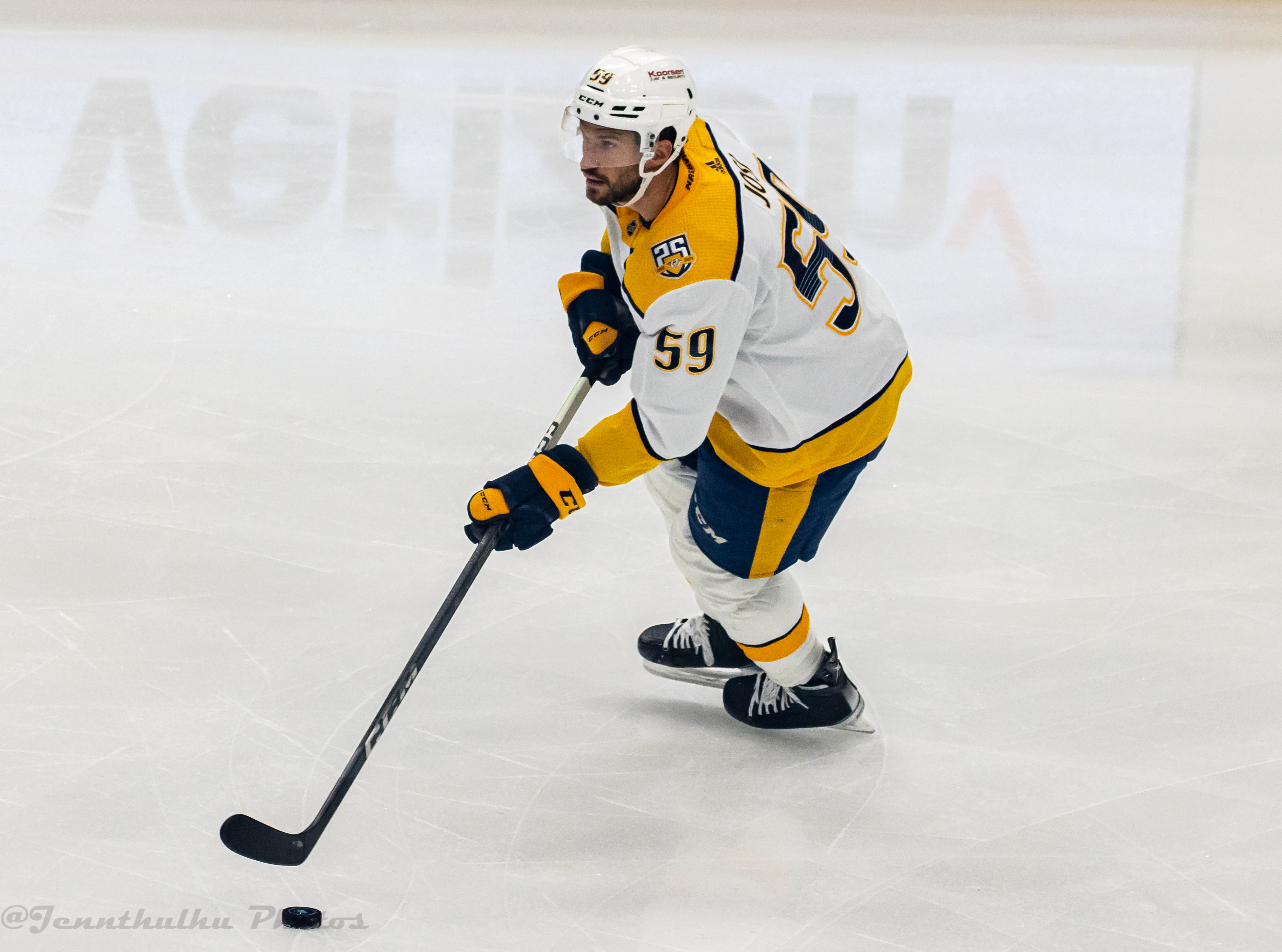
Nashville Predators kapten Roman Josi är en av spelarna i NHL som använder sig av plast-remsan Rezztek på sitt blad.

Ytterligare en innovation gällande bladet utvecklades av ett slovakiskt företag. Vanligtvis tejpas ishockeyklubbor med så kallad klubbtejp också kallad tygtejp, för att spelaren ska få kontroll över pucken då den kommer i kontakt med bladet. Den nya produkten Rezztek marknadsfördes kring 2019. Den blev direkt väldigt populär i Slovakien samtidigt som den senare setts användas i OS, VM och NHL. Genom att applicera en liknande tejpremsa av plast fungerar den som en greppyta på hela bladet, och ökar skott-och passningshastigheten. Den bidrar också till att spelaren kan använda den under längre tid och därmed slippa behöva tejpa om klubban lika ofta, som man varit tvungen att göra med den traditionella klubbtejpen.